# 康普西
康普西（法語：Campoussy，法語發音：[kɑ̃pusi] ⓘ）是法国东比利牛斯省的一个市镇，属于普拉德区。

## 地理
康普西（42°42'37"N, 2°27'31"E）面积17.04 平方千米，位于法国奧克西塔尼大區东比利牛斯省，该省份为法国大陆部分最南部的省份，涵盖了北加泰罗尼亚，北起奥德省，西接阿列日省和安道尔，南与西班牙接壤，东临地中海。
与康普西接壤的市镇（或旧市镇、城区）包括：苏尔尼亚、特雷维亚克、塔雷拉克、阿布索尔斯、埃乌斯。
康普西的时区为UTC+01:00、UTC+02:00（夏令时）。

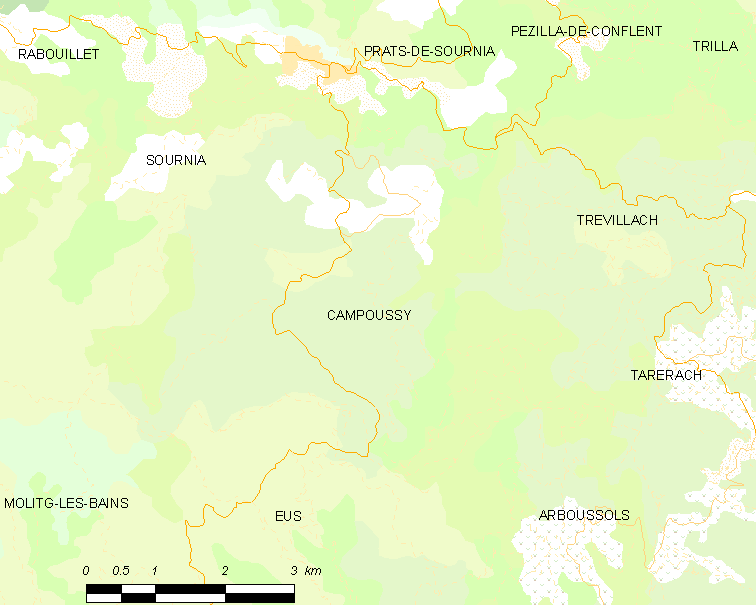
康普西的OSM定位图

## 行政
康普西的邮政编码为66730，INSEE市镇编码为66035。

## 政治
康普西所属的省级选区为阿格利河谷县。

## 人口

1962-2008年间康普西人口变化图示

康普西于2022年1月1日时的人口数量为42人。